# Chordodes pollonerae
Chordodes pollonerae är en tagelmaskart som beskrevs av Lorenzo Camerano 1912. Chordodes pollonerae ingår i släktet Chordodes och familjen Chordodidae. Inga underarter finns listade i Catalogue of Life.